# Mesoleptus anguinus
Mesoleptus anguinus là một loài tò vò trong họ Ichneumonidae.